# Désiré Hyacinthe Berthoin
Pour les articles homonymes, voir Berthoin.
Désiré Hyacinthe Berthoin, né le 14 octobre 1855 à Chatte (Isère) et mort le 24 février 1922 à Autun, est un prélat catholique français, évêque d'Autun.

## Biographie
Désiré Hyacinthe Berthoin fait ses études au petit séminaire de La Côte-Saint-André puis au grand séminaire de Grenoble. Ordonné prêtre à Grenoble le 15 juin 1878, il est nommé vicaire aux Charpennes. En 1881 il est envoyé au séminaire français de Rome et obtient  un doctorat en théologie et en droit canonique.
En 1883, il devient professeur au grand séminaire de Grenoble. Il en prend la direction en 1894, jusqu'en 1911. Louis-Joseph Maurin, évêque de Grenoble, le choisit comme vicaire général. Le pape Benoît XV le nomme évêque d'Autun, succédant à Henri-Raymond Villard décédé. Il est élu le 1er juin 1915, sacré à Grenoble le 22 juillet par le cardinal Hector-Irénée Sevin, et prend possession de sa nouvelle fonction le 1er août. À la tête de son diocèse D. H. Berthoin doit faire face à sa mauvaise santé et aux difficultés liées à la guerre. Son épiscopat est marqué par la canonisation, le 13 mai 1920, de Marguerite-Marie Alacoque.

## Publications
Textes liés à la Première Guerre mondiale :
- Lettre circulaire à l'effet de demander des prières pour la France, 7 janvier 1916, impr. de Dejussieu ;
- Lettre au sujet de l'emprunt national, 26 novembre 1917, impr. de Dejussieu ;
- Ce que nous disent les morts de la Grande Guerre (allocution), 1917, impr. de P. Féron-Vrau.

## Armes
D'azur à la Croix d'or, chargée d'un Sacré-Cœur de gueules au naturel, cantonnée au 1 d'une montagne d'argent surmontée du monogramme de la Vierge de la Salette de même ; au 2 d'une marguerite d'argent boutonnée d'or, tigée et feuillée de sinople ; au 3 d'une clef d'argent ; au 4 des armoiries de la famille dauphinoise de la Colombière (3 colombes d'argent posées 1 et 2).